# Сазонов, Сергей Георгиевич
Сергей Георгиевич Сазонов (1918—?) — советский государственный деятель, генерал-майор (1966).

## Биография
Родился в крестьянской семье 31 мая 1918 года в селе Безопасное Ставропольской губернии, в настоящее время Ставропольского края.
В 1941 году окончил Новочеркасский индустриальный институт им. Серго Орджоникидзе (в настоящее время Южно-Российский государственный политехнический университет), получив специальность «инженер-электрик». По окончании вуза находился на службе органах госбезопасности, начав её в НКВД Удмуртской АССР: был оперуполномоченным, старшим оперуполномоченным Воткинского городского отдела НКВД, затем — старший оперуполномоченный помощник начальника отделения, начальник отдела НКГБ-МГБ Удмуртской АССР. Член ВКП(б) с 1942 года.
В 1950 году Сазонов был направлен на курсы при Высшей школе МГБ, после их прохождения, с 1951 года последовательно занимал должности заместителя начальника: УМГБ по Иркутской области (1951—1953), УМВД по Иркутской области (1953—1954), УКГБ по Иркутской области (1954—1956) и УКГБ по Приморскому краю (1956—1960).
С 1960 года в звании полковника С. Г. Сазонов по 1968 год работал начальником Управления КГБ при Совете Министров Белорусской ССР по Брестской области. С 7 мая 1968 года по 26 ноября 1970 года он был Председателем КГБ Таджикской ССР. С конца 1970 года по 1978 год работал начальником Управления КГБ по Рязанской области. В 1979 году был уволен в запас по возрасту.
Был награждён орденами Красной Звезды и «Знак Почёта», а также многими медалями, в числе которых «За безупречную службу» 2-й и 1-й степеней; удостоен знака «Почётный сотрудник госбезопасности».